# الطويلة (المحويت)

تعديل مصدري - تعديل

الطويلة هي مدينة ومركز مديرية الطويلة بمحافظة المحويت اليمنية، بلغ تعداد سكانها 9116 نسمة حسب الإحصاء الذي أجري عام 2004.